# Bactrocera fuscipennula
Bactrocera fuscipennula
 es una especie de díptero que Drew y Romig describieron por primera vez en 2001. Bactrocera fuscipennula pertenece al género Bactrocera de la familia Tephritidae.  